# Comté de Kimble
Le comté de Kimble, en anglais : Kimble County, est un comté situé dans le sud-centre de l'État du Texas aux États-Unis. Le siège du comté est la ville de Junction. Selon le recensement des États-Unis de 2020, sa population est de 4 286 habitants.
Le comté a une superficie de 3 240 km2, dont 3 239 km2 en surfaces terrestres.

## Comtés voisins
| Comté de Schleicher | Comté de Menard | Comté de Mason     |
| Comté de Sutton     | comté de Kimble | Comté de Gillespie |
| Comté d'Edwards     |                 | Comté de Kerr      |

## Démographie
Lors du recensement de 2010, le comté comptait une population de 4 607 habitants. Elle est estimée, en 2017, à 4 410 habitants.

Pyramide des âges du comté de Kimble (2000).